# Krigsåret 1748

## Pågående krig
- Kriget om kapten Jenkins öra (1739 - 1748) (sista året)
  - Spanien på ena sidan.
  - Storbritannien på andra sidan.

- Österrikiska tronföljdskriget (1740 - 1748)[1]
  - Österrike, Storbritannien, Förenade Nederländerna, Sachsen, Sardinien och Ryssland på ena sidan.
  - Preussen, Frankrike, Spanien, Bayern och Neapel på andra sidan